# Terrestrisuchus
Terrestrisuchus  gracilis (gr. "cocodrilo terrestre") es un género extinto de cocodrilomorfo esfenosuquio de la familia Saltoposuchidae que vivió hacia finales del Triásico en lo que hoy es Gales (Reino Unido). Aunque el Terrestrisuchus no parecía un cocodrilo a simple vista, su cráneo es muy similar a los de estos animales.

## Morfología

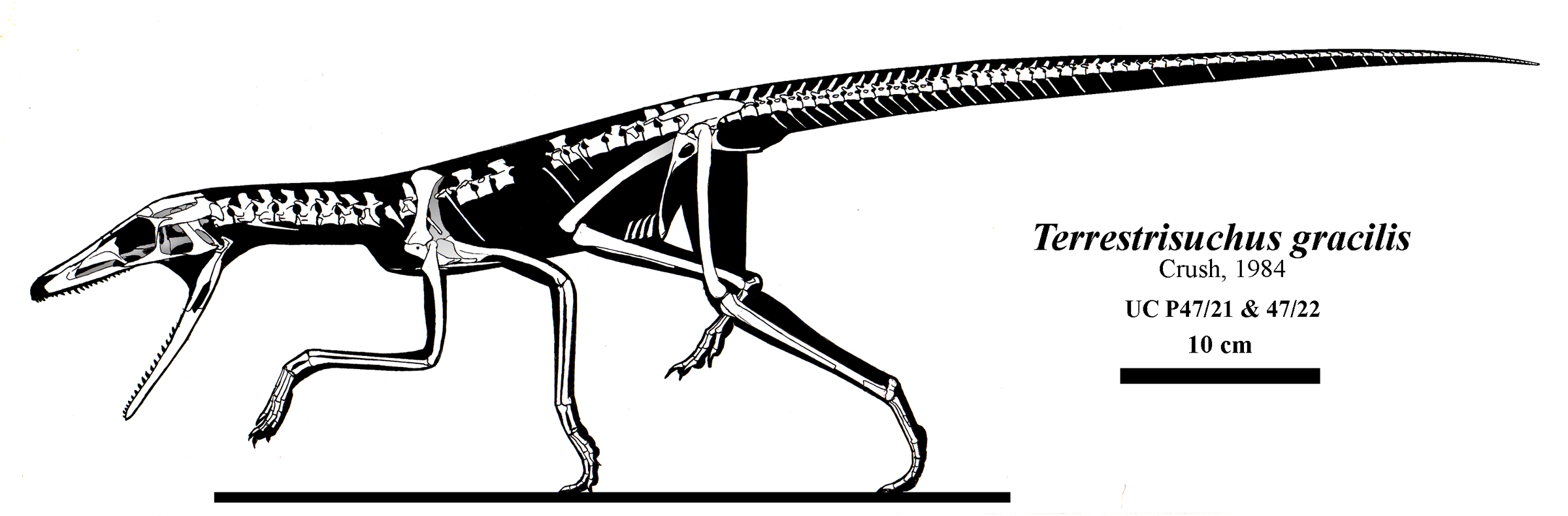
Recreación del esqueleto.

Este antecesor de los cocodrilos actuales era mucho más delgado y sus patas eran estilizadas. Se cree que podía ponerse en posición bípeda o cuadrúpeda. Otra característica era su larguísima cola, con la que sumaba unos 50 cm.
Algunos paleontólogos sugieren que Terrestrisuchus podría ser un Saltoposuchus juvenil.

## Hábitos
Era muy probablemente terrestre (y veloz), y su dieta se basaba en pequeñas presas como insectos, según creen los expertos, debido a su tamaño.

## Publicación original
- P. J. Crush. A late Upper Triassic sphenosuchid crocodilian from Wales. Palaeontology. 27 (1), s. 67–101, 1984.